# 1Q84
1Q84 (alternativ titel: ichi-kyuu-hachi-yon) är en  trilogi romaner av den japanske författaren Haruki Murakami. Titeln anspelar på George Orwells roman 1984 och är en ordlek då bokstaven Q och siffran 9 uttalas på samma sätt på japanska. Den utgavs i original 2009–2010 och utkom i svensk översättning av Vibeke Emond under 2011.

## Handling
1Q84 består av tre böcker skrivna ur olika personliga perspektiv. Handlingen utspelar sig i Tokyo under 1984.
Aomame är personlig tränare på en hälsoklubb och utför väl utvalda mord för en organisation som skyddar kvinnor som drabbats av våld i nära relationer. Efter att ha lämnat en taxi och klättrat ner för en stege på motorvägen upplever hon att hon har förflyttats till en alternativ verklighet. Hon lägger till exempel märke till att polisen har andra uniformer och vapen, när hon läser i gamla tidningar upptäcker hon flera stora nyheter som hon inte alls har något minne av och på himlen lyser två månar. Hon kallar denna värld för 1Q84.
Tengo är en opublicerad författare som arbetar som matematiklärare på en universitetsförberedande skola. Hans mor dog då han var mycket ung så han har växt upp tillsammans med sin far som arbetar för NHK som licensinsamlare. Hans förläggare och mentor Komatsu ber honom att skriva om det lovande men dåligt skrivna romanmanuskriptet Luftpuppan författat av gymnasisten Fukaeri för att i hemlighet lansera denne som en litterär stjärna. När han träffar Fukaeri, som är dyslektiker, hävdar hon dock att det inte är hon som har skrivit berättelsen. Fukaeri visar sig ha bakgrund i den gåtfulla religiösa sekten Sakigake. 
Ushikawa är en groteskt ful man och före detta advokat som nu arbetar som utredare. Han utreder Aomame och Tengo för sekten Sakigakes räkning.

## Mottagande
Första och Andra boken
"Haruki Murakami blandar Raymond Chandler med Franz Kafka och Alice i Underlandet till någonting helt annorlunda som förnyar romankonsten" skrev Johan Dahlbäck i Göteborgs-Posten och tillade "Man får hoppas att han inte anses vara för lekfull för att få Nobelpriset".
Jonas Thente i Dagens Nyheter tyckte att de två första delarna av 1Q84 inte var mycket att yvas över rent tekniskt, men att berättelsen rymmer mycket att upptäcka och har en förmåga att växa i läsaren. Han jämförde Murakamis sätt att väva samman gamla japanska och västerländska myter och fiktioner med animemästaren Hayao Miyazaki.
Fabian Kastner i Svenska Dagbladet beskrev 1Q84 som "en orwellsk Harry Potter". Han tyckte inte heller att Murakami är någon större språkkonstnär, men ansåg att romanen är "spännande och underhållande, bitvis rent magisk" och att den "som alla bra sagor väcker förundran över tillvarons mysterium".
Tredje boken
SVD

## Svenska utgåvor
- 1Q84. Första boken, Norstedts 2011, ISBN 978-91-1-302308-3, Libris
- 1Q84. Andra boken, Norstedts 2011, ISBN 978-91-1-303457-7, Libris
- 1Q84. Tredje boken, Norstedts 2011, ISBN 978-91-1-303762-2, Libris